# Prodejní automat na víno

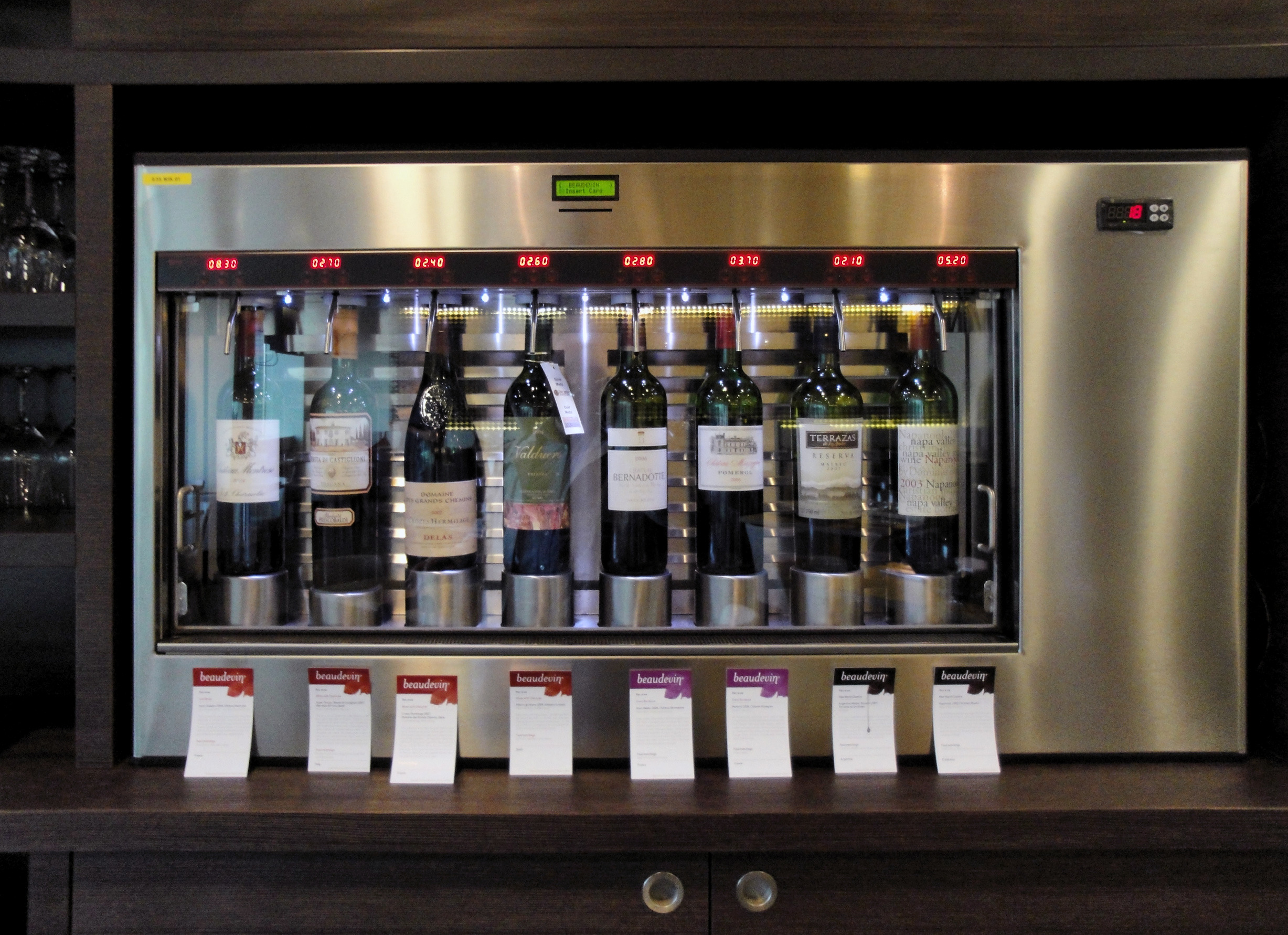
Enomat s osmi láhvemi vína na bruselském letišti

Prodejní automat na víno též vínomat či enomat je druh nápojového automatu, který slouží k prodeji a uchovávání vína. 
Existují dva základní typy těchto automatů:
- vínomaty sloužící k prodeji čepovaných sudových vín – využívají především toho, že sudy jsou běžné potravinářské kegy, v nichž dnes víno distribuuje většina výrobců této kategorie vín.
- enomaty neboli dávkovací automaty na víno, jež slouží k prodeji kvalitnějších rozlévaných vín z láhví,[1] bývají obvykle umístěny ve vinárnách a restauračních zařízeních.

## Popis

### Vínomat

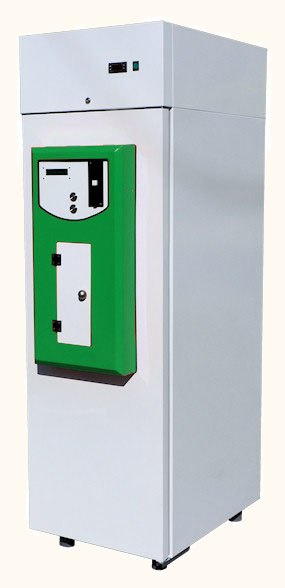
Vínomat na prodej stáčeného vína ze sudů KEG

Typický vínomat může sloužit k prodeji dvou až čtyř druhů vína, obvykle bývá v nabídce červené a bílé. Víno se čepuje z nerezových kegů, přičemž je tlačeno netečným plynem, který zabraňuje přístupu vzdušného kyslíku způsobujícího oxidaci, což zaručuje, že jeho kvalita zůstane i půl roku po naražení sudu prvotřídní. Výhodou automatu je, že dokáže dávkovat víno podle vhozené finanční částky, takže zákazník může nakupovat i množství odstupňované v menších objemech, než je ½ litru. Hygiena čepování je zaručena pomocí germicidní lampy a ostřikem místa výdeje. Není-li automat umístěn v prostoru, kde je zajištěno, aby nedocházelo k prodeji nezletilým osobám, lze jej vybavit elektronickou čtečkou pro ověření věku kupujícího.

### Enomat
Naproti tomu enomat slouží k degustaci a prodeji menších dávek kvalitnějších vín z láhví. Umožňuje tak nabídnout zákazníkovi i vysoce kvalitní vína po sklenkách či degustačních dávkách, takže není nucen kupovat celou láhev a může během své návštěvy restauračního zařízení ochutnat i několik druhů vín dle momentální nabídky. Tyto podniky přitom neriskují ztrátu cenného nápoje, kterou by v běžném vinárenském provozu způsobila oxidace vína v otevřené láhvi, protože láhve vína v enomatu jsou před ztrátou chuti svého obsahu, kterou způsobuje právě oxidace, chráněny pomocí inertního plynu (dusík či argon).
Dávkovací automat na víno má obvykle dvě oddělené klimatizované sekce, jež umožňují současný prodej bílých i červených vín. Vzájemné oddělení těchto zón umožňuje, aby fungovaly nezávisle na sobě, čímž je zaručena správná teplota každé podané sklenky vína, ať už červeného, nebo bílého. Jednotlivé sekce jsou chlazeny Peltierovými články. Vnitřní prostor, kde jsou umístěny nabízené láhve kvalitních vín, je patřičně osvětlený a přední stěna je prosklená, takže zákazník má možnost dobře si celou nabídku prohlédnout. Automat může fungovat i na karty, čímž odpadá nutnost asistence personálu a veškerý prodej může fungovat zcela samoobslužně.
Výhody enomatu lze tedy shrnout do následujících bodů:
- víno, ať červené či bílé, je vždy podáváno při správné teplotě
- kontrola dávkování – degustační doušek, malá sklenka, velká sklenka
- minimální nároky na obsluhu
- možnost vyzkoušet i drahá vína bez nutnosti kupovat celou láhev, tedy cenová dostupnost
- možnost vyzkoušet vícero vín